# Ciemna rzeka
Pour plus de détails, voir Fiche technique et Distribution.
Ciemna rzeka est un film de guerre polonais réalisé par Sylwester Szyszko en 1973 et sorti en 1974.
Le film a été tourné dans la voïvodie de Lublin et dans le village d'Anielin de la gmina de Poświętne, en Pologne.

## Synopsis
La région de Lublin est libérée. Zenek Stankiewicz, invalide, qui a combattu dans les Bataliony Chłopskie (en français : « Bataillon des paysans »), n'a pas rendu son arme. Il ne défend ni le gouvernement populaire, ni ses adversaires représentés par l'unité Hussarz qui parcourt la région et qui est composée d'anciens partisans. Malgré cela, il participe à la lutte contre ces derniers.

## Fiche technique
- Titre : Ciemna rzeka
- Titre en anglais : Dark River
- Réalisation : Sylwester Szyszko
- Scénario : Sylwester Szyszko
- Musique : Jerzy Maksymiuk
- Son : Mikołaj Kompan-Altman
- Photographie : Maciej Kijowski
- Montage : Kazimierz Libin
- Pays :  Pologne
- Langue : polonais
- Genre : Film de guerre
- Durée : 98 minutes
- Dates de sortie :
  -  Pologne : 18 février 1974
  -  Tchécoslovaquie : 31 janvier 1975
  -  Hongrie : 19 septembre 1979

## Distribution
- Maciej Góraj : Zenek Stankiewicz
- Alicja Jachiewicz : Hela, l'amour de Zenek
- Wanda Neumann : Władka Stankiewicz-Zurych, sœur de Zenek
- Ryszarda Hanin : Stankiewiczowa, mère de Zenek
- Zygmunt Malanowicz : Janek Zurych, mari de Władka
- Bolesław Płotnicki : Ludwik Stankiewicz, père de Zenek
- Franciszek Pieczka : maire Mateusz
- Ryszard Pietruski : Aleksander, commandant du commissariat de la MO
- Andrzej Jurczak : Benek
- Franciszek Trzeciak : Roman Stankiewicz, frère de Zenek, secrétaire municipal
- Marian Wojtczak : Józef Stankiewicz, cncle de Zenek
- Zygmunt Wiaderny : sous-lieutenant dans l'armée polonaise
- Jerzy Aleksander Braszka : milicien Stelmach

## Distinctions

### Nomination au Festival du film polonais de Gdynia 1974
Le film a été nommé en 1974 au concours général des « lions d'or » du Festival du film polonais de Gdynia (en polonais : Festiwal Polskich Filmów Fabularnych), le plus important festival du film de Pologne.

### Festival international du film de Karlovy Vary
En 1974, lors de la 28e édition Festival international du film de Karlovy Vary du le film a obtenu le prix spécial du jury.

### Festival Młodzi i Film
Le film a obtenu en 1974 le « Wielki Jantar » (« grand Jantar ») lors du festival du film Młodzi i Film (pl).

### Nomination à la récompense «Złota Kaczka»
En 2010, le réalisateur a été nommé à la récompense Złota Kaczka (pl) pour le meilleur réalisateur de films primés dans les principaux festivals mondiaux, décernée par le magazine mensuel polonais consacré au cinéma Film (magazine) (pl) pour son film Ciemna rzeka.